# Le Massacre de la Forêt-Noire
Pour plus de détails, voir Fiche technique et Distribution.
Le Massacre de la Forêt-Noire (en allemand : Hermann der Cherusker - Die Schlacht im Teutoburger Wald, en italien : Il massacro della foresta nera) est un peplum italo-yougo-ouest-allemand réalisé par Ferdinando Baldi et sorti en 1967.

## Synopsis
La bataille de Teutobourg en septembre 9 ap. J.-C, dans l'actuelle Forêt de Teutberg en Basse-Saxe.

## Fiche technique
Sauf indication contraire, les informations mentionnées dans cette section peuvent être confirmées par la base de données cinématographiques IMDb,  présente dans la section « Liens externes ».
- Titre français : Le Massacre de la Forêt-Noire[1]
- Titre original allemand : Hermann der Cherusker - Die Schlacht im Teutoburger Wald[2]
- Titre original italien : Il massacro della foresta nera[3]
- Réalisateur : Ferdinando Baldi (sous le nom de « Ferdy Baldwin »)
- Scénario : Ferdinando Baldi, Adriano Bolzoni, Alessandro Ferraù (it), Franz Josef Gottlieb (adaptation pour la version allemande)
- Photographie : Riccardo Pallottini (it) (sous le nom de « Lucky Satson »)
- Montage : Otello Colangeli (sous le nom d'« Othello »)
- Musique : Carlo Savina (sous le nom de « Charles Hanger »)
- Décors : Luigi Scaccianoce (it) (sous le nom de « Louis Shake »)
- Costumes : Danilo Donati (sous le nom de « Donald Dawn »)
- Trucages : Duilio Scarozza (sous le nom de « Donald Coach »)
- Sociétés de production : Avala Film, Debora Film, Peter Carsten Produktion
- Pays de production :  Allemagne de l'Ouest,  Italie,  Yougoslavie
- Langue de tournage : allemand, italien
- Format : Couleur (Technicolor) - 2,35:1 - Son mono - 35 mm
- Durée : 93 minutes
- Genre : Peplum, film d'aventure, film épique, film historique
- Dates de sortie :
  - Italie : 1967[4], 20 mai 1982
  - Allemagne de l'Ouest : 3 février 1977
  - France : 1er décembre 1982[1]

## Distribution
- Cameron Mitchell : Aulus Caecina Severus
- Antonella Lualdi : Thusnelda
- Hans von Borsody : Arminius (« Hermann le Chérusque » en version allemande)
- Beba Loncar : Livia
- Dieter Eppler : Rupert
- Remo de Angelis : Varus
- Alex Gavin : Epamione, le négociant
- Peter Carsten : Sigmund
- Alex Medar : Ségeste
- Paul Windsor : Curio, le officier romain
- Beli Bolin : un légionnaire

## Production
Le tournage débute le 21 juin 1965 et se déroulera intégralement en Yougoslavie pour des raisons de budget, en extérieurs et dans les studios Avala Film à Belgrade. Le film aurait été projeté courant 1967 en Italie quoique la date et le lieu exacts ne soient pas spécifiés. Malgré des frais de tournage réduits en Yougoslavie, le budget du film a atteint environ 2 millions de deutsche Mark. Du fait de nombreux conflits entre les producteurs allemands et italiens, les films ont été remontés différemment en version allemande et en version italienne, et les sorties nationales à grande échelle des films ont été beaucoup repoussées. En effet, il faudra attendre dix ans avant la sortie allemande le 3 février 1977 à Detmold et même plus pour la ressortie italienne le 20 mai 1982. Dans le même temps que Le Massacre de la Forêt-Noire, Baldi a également tourné un autre péplum, L'Ombre des aigles (it) (All'ombra delle aquile), dans lequel il a incorporé certaines scènes de celui-ci.
Les différences entre les versions italiennes et allemandes l'ont été pour flatter la fierté nationale de chaque nation. Dans la version allemande, l'accent est mis sur les Germains et leur lutte pour la liberté alors que dans la version italienne, le caractère héroïque des légionnaires romains est bien plus mis en valeur. Les noms de certains protagonistes diffèrent également entre les deux : Cameron Mitchell joue le rôle d'un personnage romain fictif, Aulus Colonna, dans la version allemande, tandis que dans la version italienne, il incarne Aulus Caecina Severus, un chef militaire qui a réellement existé.